# マドラガーナ

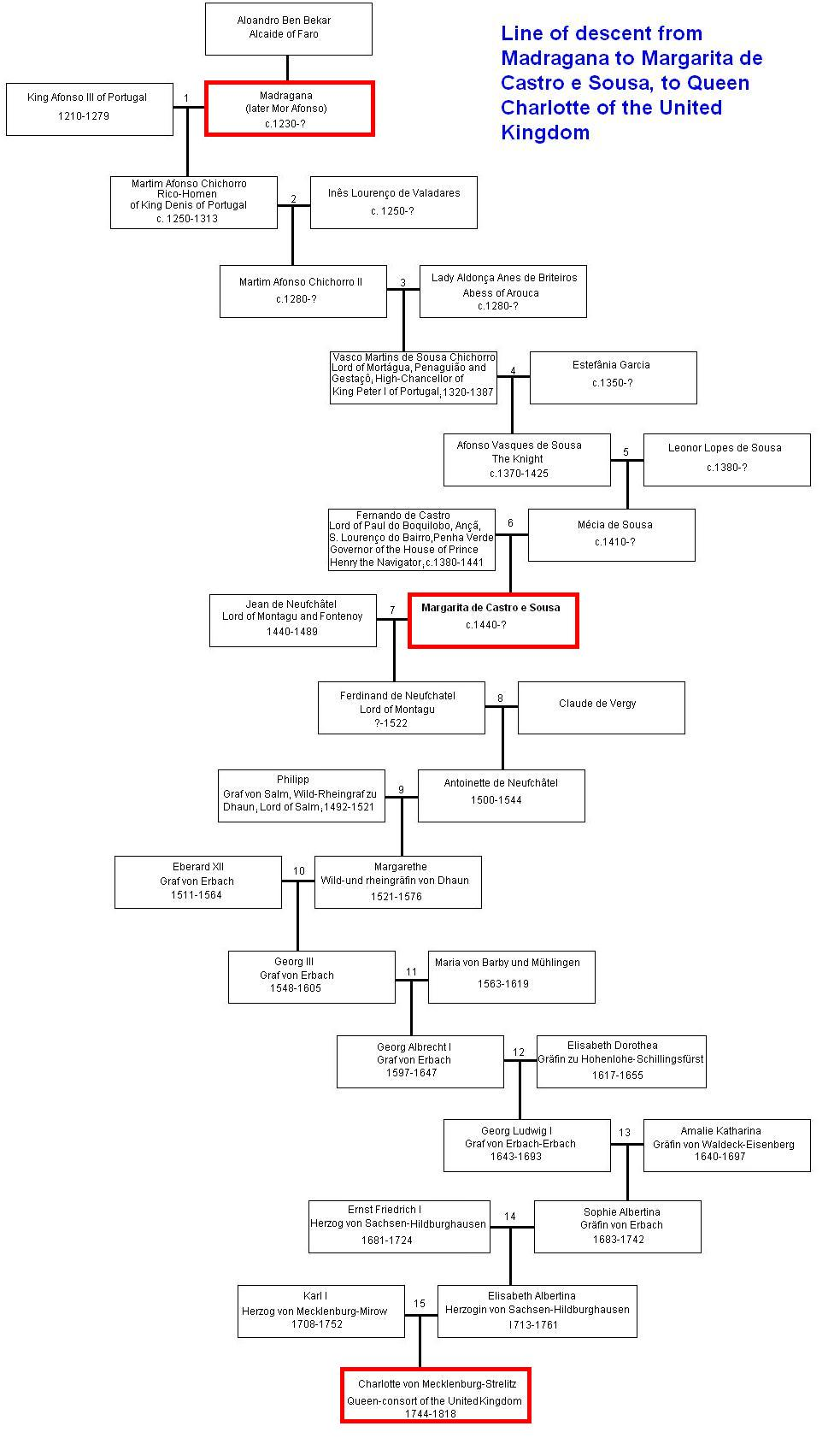
マドラガーナがイギリス王妃シャーロットの遠祖であることを示す系図

マドラガーナ・ベン・アロアンドロ（Madragana Ben Aloandro）、のちにマヨル（Maior）またはモル・アフォンソ（Mór Afonso, 1230年頃生まれ）は、ポルトガル王アフォンソ3世の妾。現在のイギリス王室の遠祖の1人であり、アフリカ系の血筋を引いていたという（根拠に乏しい）主張がされている女性である。

## 改宗
ムスリムの支配地域だったアルガルヴェ王国最後の拠点ファロの司法官（カーディー）の娘で、1249年アフォンソ3世がファロを征服してポルトガルにおけるレコンキスタを完了させた際、王の手許に引き取られた。
その際にキリスト教に改宗し、「マヨル・アフォンソ（Maior Afonso）」あるいは「モル・アフォンソ（Mor Afonso）」の洗礼名を与えられた。「マヨル」は中世のポルトガルでは一般的な女性名の1つで、「モル」は「マヨル」の短縮形である。「アフォンソ」は洗礼の際、彼女に新らしく姓として与えられたもので、「アフォンソの娘」を意味する。これはアフォンソ3世自身が20歳ほど若い妾の洗礼の代父・名付け親を買って出たことを意味すると思われる。マドラガーナの父親の名前はアロアンドロ・ベン・ベカール（Aloandro Ben Bekar）だったが、彼も改宗し「アロアンドロ（Aloandro）」または「アルドロアンド・ヒル（Aldroando Gil）」と名乗っている。
古いポルトガルの年代記の中で、マドラガーナは他にも「モーロアナ（Mouroana）」、「モーロアナ・ヒル（Mouroana Gil）」、「マドラガニル（Madraganil）」などと表記されている。
マドラガーナはアフォンソ王との間に、少なくとも以下の2人の子をもうけている。
- マルティム・アフォンソ・シショロ（1250年頃 - 1313年以降） - イネス・ロレンソ・デ・ソウザ（ Inês Lourenço de Sousa）と結婚
- ウラッカ・アフォンソ（1260年頃生まれ） - 1265年ペドロ・アネス・ガゴ・デ・リバ・ビゼラ（Pedro Anes Gago de Riba Vizela）と結婚、1275年ジョアン・メンデス・ブリテイロス（João Mendes de Briteiros）と再婚

王の寵を失った後、フェルナン・レイ（Fernão Rei）という男性と結婚した。夫婦の間には少なくとも1人の娘、サンシャ・フェルナンデス（Sancha Fernandes）が生まれている。「レイ（Rei）」はポルトガル語で「王」を意味しており、マドラガーナの夫フェルナンは、もともと国王の召使を務めていたのだと推測されている。「フェルナン・ド・レイ（Fernão do Rei）」とは「王の召使フェルナン」を指すからである。

## 人種
マドラガーナの民族的出自については議論の余地がある。16世紀ポルトガル宮廷の年代記作者ドゥアルテ・ヌーネス・デ・レオンは、マドラガーナをムーア人としている。18世紀の歴史家アントニオ・カエターノ・デ・ソウザはデ・レオンの説を否定し、現代の史家たちもこれに追随している。彼女はおそらくモサラベだった。
しかし、マドラガーナの15世代後の直系子孫の1人で、イギリス王ジョージ3世に嫁いだシャーロット王妃（メクレンブルク家出身）の相貌が「ムラートのようだ」と評されていたことから、その先祖であるマドラガーナがムーア人だとする根拠に乏しい説が蒸し返され、現代のイギリス王室にアフリカ人の血統が入っているという（ありそうにない）主張の根拠とされるようになった。
しかしながら、マドラガーナの家族がネグロイドの血筋だったかどうか証明する手立てはなく、マドラガーナがアフリカ系の容貌だった可能性は非常に低いと言わざるを得ない。そもそもマドラガーナの（その多くが貴族であるために肖像画などが残る）大勢の子孫の中で、シャーロット王妃だけにマドラガーナのネグロイド的相貌（もしそうであるとしても）が隔世遺伝するということ自体、考えにくいことである。